# Mere puiestee
Le boulevard de la mer (estonien : Mere puiestee) est une rue de Tallinn en Estonie.

## Présentation
Mere puieste est une rue des quartiers Vanalinn et Sadama de l’arrondissement de Kesklinn.
Elle part de la place Viru et va jusqu'au port de passagers de Tallinn.
Le boulevard de la mer croise la rue Inseneri tänav, Ahtri tänav, Sadama tänav et il est prolongé par le boulevard Põhja puiestee dans l'arrondissement de Tallinn-Nord.
Sa longueur est de 760 mètres.

## Lieux et monuments de la rue
- Mere puiestee 1 - Marché Viru
- Mere puiestee 2 - Metro Plaza
- Mere puiestee 3 - Église adventiste de Tallinn
- Mere puiestee 4a, 4b, 6e, 8- Usines Rotermann (et)
- Mere puiestee 5 -  Centre culturel russe (et)
- Mere puiestee 8 -  Ancienne distillerie
- Mere puiestee 20b - Linnahall

## Transports
Mere puiestee est desservie par les lignes de bus n° 3, 8, 66 , 73, 21, 21B, 41 et 41B.
La rue est aussi desservie par les lignes de tramway n° 1 et 2.

## Galerie
| #             | Image | Nom                                                         |
| ------------- | ----- | ----------------------------------------------------------- |
| 3             |       | Église adventiste                                           |
| 4             |       | Résidence-bureau de l'ancien directeur des usines Rotermann |
| 4a, 4b, 6e, 8 |       | Bâtiments industriels des anciennes usines Rotermann        |
| 5             |       | Centre culturel russe                                       |
| 8             |       | Bâtiments de l'ancienne distillerie                         |
|               |       | Arrêt ’’Mere puiestee’’ du tramway                          |
|               |       | Tram 170 à l’arrêt ’’Mere puiestee’’ du tramway             |
| 20b           |       | Linnahall                                                   |